# Мерешти (Сучава)
Мерешти (рум. Merești) насеље је у Румунији у округу Сучава у општини Вултурешти. Oпштина се налази на надморској висини од 359 m.

## Становништво
Према подацима из 2002. године у насељу је живело 298 становника, од којих су сви румунске националности.